# ويليام إدوارد هول
ويليام إدوارد هول (22 أغسطس 1835 - 30 نوفمبر 1894) كان محاميًا إنجليزيًا ومتسلقًا للجبال قام بنشر العديد من الأعمال القيمة في القانون الدولي.

## النشأة
كان هول الابن الوحيد لـ الطبيب ويليام هول وسليل الفرع الأصغر لعائلة «هول في دونجلاس», وعائلة تشارلوت المسماة كوتن.
ولد هول في مدينة ليزرهيد، سيوري، ولكنه قضى فترة الطفولة في الخارج، فقد كان والده يعمل طبيبًا لـ ملك هانوفر، ثم عمل بعد ذلك في البعثة الرسمية البريطانية في نابولي. وقد يكون من هنا اكتسب الابن حسه بـ الفن واللغات الحديثة الذي ظهر لاحقًا في حياته. تعلم هول تعليمًا خاصًا حتى بلغ السابعة عشر، ثم اجتاز اختبار القبول في كلية جامعة أكسفورد حيث حصل على شهادة التخرج عام 1856 من الدرجة الأولى في كلية الحقوق والتاريخ التي كانت منشأة حديثًا في ذلك الوقت، وبعد ثلاث سنوات حصل على جائزة المستشار لمقالة كتبها عن تأثير إسبانيا على اكتشاف المعادن النفيسة في أمريكا.
حصل هول عام 1861 على رخصة مزاولة المحاماة في لينكولن إن، ولكنه لم يكرس وقته في أية محاولة جادة لإنشاء مكتب محاماة. فقد كان اهتمامه منصبًا بدرجة أكبر على دراسة فن إيطاليا وفي السفر إلى أوروبا، وكان يعود دومًا محملاً بلوحات مرسومة بـ الألوان المائية لمنشآت ومناظر طبيعية. وكان هول من أوائل أعضاء النادي الألبي والمتحمسين له، وقام بعمليات تسلق في البداية ومن أبرزها تسلق جبل ليسكام. ولكنه عمل أيضًا على الاستفادة من تخصصه القانوني في إشباع شغفه بالاستكشاف في رحلة استكشافية قام بها إلى أمريكا الجنوبية للحصول على دليل نيابةً عن مُدعي تيشبورن، أرثر أورتون.

## الاهتمامات العسكرية
كان هول يهتم اهتمامًا كبيرًا دائمًا بالأمور العسكرية وكان على خط النيران في الجانب الدانماركي في حرب شليسفيغ الثانية عام 1864. وفي عام 1867 نشر هول كتيبًا تحت عنوان خطة لإعادة تنظيم الجيش دافع فيه عن الخدمة العسكرية. ويقول البعض إنه «كان من الممكن أن تكون له أيادٍ على الجيش» ولكنه كان منجذبًا انجذابًا شديدًا نحو الحياة كفرد من طبقة الأعيان. ولقد حقق هول أمنيته الأخيرة، أولاً في ليانفيهانجل كروكورني، مونموثشاير، ثم بعد ذلك في محكمة كوكر بالقرب من يوفيل، سومرست. بكل المقاييس أصبح هول «رجلاً إنجليزيًا نبيلاً يعيش في الريف، يتحلى بخبرات عالمية ومعلومات موسوعية وحس فني.»
زار هول في أسفاره لابلاند ومصر وأمريكا الجنوبية والهند. وقدم هول خدمة قيمة لإدارات حكومية مختلفة، ففي عام 1871 عمل مفتش إيرادات بموجب قانون التعليم الإعدادي لعام 1870, وفي عام 1877 قدم تقارير إلى الغرفة التجارية عن مصائدالمحار في فرنسا وفي إنجلترا كذلك. وفي جميع الأوقات، كان يدخر مواد لأعمال طموحة حول تاريخ الحضارة والإمبراطورية البريطانية.
ترتكز شهرته الأساسية على أعماله في مجال القانون الدولي. ففي عام 1874 نشر هول كتابًا عن عقيدة الحيادية، حقوق وواجبات المحايدين. واتبع ذلك عام 1880 بـ عمله العظيم كتاب بحث عن القانون الدولي (Treatise on International Law). والذي يراه البعض «أعظم كتاب عن هذا الموضوع باللغة الإنجليزية دون منازع»، فقد كان تنظيم الكتاب جيدًا ودقيقًا، واستخدم الإنجليزية البسيطة وابتعد عن بعض «الغموض البلاغي» الذي تميزت به الكتب السابقة عن هذا الموضوع. ونشر هول عام 1894 كتابًا بعنوان التشريعات الأجنبية للتاج البريطاني. (Foreign Jurisdictions of the British Crown)

## الحياة الخاصة
تزوج هول إيموجين، ابنة ويليام روبرت جروف عام 1866. توفيت إيموجين عام 1886 وفي عام 1891 تزوج هول أليس هيل. ولم يرزق هول بأطفال من الزيجتين. وتوفي هول فجأة في محكمة كوكر.

## مظاهر التكريم
- معهد القانون الدولي:[1]
  - زميل, (1875);
  - عضو, (1882).

## قائمة المصادر
- تحوي هذه المقالة معلومات مترجمة من الطبعة الحادية عشرة لدائرة المعارف البريطانية لسنة 1911 وهي الآن ضمن الملكية العامة.

- [Anon.] (1911) "William Edward Hall", موسوعة بريتانيكا
- Butler, A. J. (1895) "In memoriam: William Edward Hall", Alpine Journal, 17: 443-444
- Holland, T. E. (1895) "In memoriam, W. E. Hall", Law Quarterly Review, 11:113-117
- — [1898] (2000) Studies in International Law, London: Adamant Media Corporation, ISBN 1-4021-9927-9, p.302
- — (2004) "Hall, William Edward (1835–1894)", rev. Catherine Pease-Watkin, Oxford Dictionary of National Biography, Oxford University Press, accessed 22 September 2007